# زهيرة الغابي
زهيرة الغابي هي أستاذة مغربية في الاتحاد الدولي للشطرنج عام 2005.

## مسيرتها
في أوائل الألفية الثانية، كانت من أبرز لاعبات الشطرنج المغربيات. في عام 2000، شاركت الغابي في بطولة العالم للشطرنج للسيدات بنظام خروج المغلوب، وخسرت في الجولة الأولى أمام جوليا ديمينا. لعبت للمغرب في أولمبياد الشطرنج للسيدات:
- في عام 2000، شاركت في أول دورة ألعاب أولمبياد الشطرنج للسيدات في إسطنبول (+6، =1، -0) وحصلت على الميدالية الذهبية الفردية.[6]

منذ عام 2006 لم تشارك في بطولات الشطرنج إلا نادراً.

## روابط خارجية
- زهيرة الغابي على موقع الاتحاد الدولي للشطرنج (الإنجليزية)
- زهيرة الغابي على موقع مباريات الشطرنج (الإنجليزية)
- زهيرة الغابي على موقع 365Chess.com (الإنجليزية)
- زهيرة الغابي على موقع Chesstempo.com (الإنجليزية)